# 貝德明斯特 (新澤西州)
貝德明斯特（英語：Bedminster）是位於美國新澤西州薩默塞特縣的普查規定居民點。

## 人口
根據2020年美國人口普查的數據，貝德明斯特的面積為12.19平方千米，當中陸地面積為12.04平方千米，而水域面積為0.15平方千米。當地共有人口1244人，而人口密度為每平方千米102.05人。